# Aparnäsudden
Aparnäsudden är en udde i Finland.   Den ligger i den ekonomiska regionen  Borgå  och landskapet Nyland, i den södra delen av landet, 60 km öster om huvudstaden Helsingfors.
Terrängen inåt land är platt. Havet är nära Aparnäsudden åt sydost.